# Soconusco

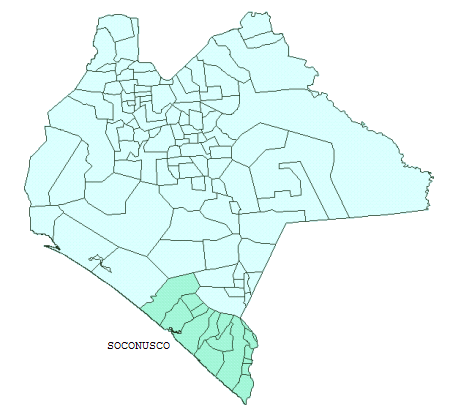
Regione di Soconusco, Chiapas

Soconusco è una regione dello stato messicano del Chiapas, situato nella sua parte meridionale e diviso dal Guatemala dal fiume Suchiate /fiume). Si tratta di una regione ricca di pianure e colline. Il centro economico è Tapachula. Soconusco è composto da 16 municipalità.
Il nome deriva dal termine nahuatl xoconostle, che indica il frutto del cactus opuntia. Era, nella cultura dei Mexica, la più lontana regione con cui commerciare, e forniva loro pelli di giaguaro, cacao e piume di quetzal destinate alla classe regnante della capitale azteca di Tenochtitlán.
La regione di Soconusco è il principale produttore di caffè del Chiapas, con numerose piantagioni che ricoprono le colline alla base della Sierra Madre del Sud.

## Storia
I reperti archeologici mostrano che attorno al 1750 a.C. gli abitanti della regione svilupparono una società gerarchica, con case grandi ed elaborate riservate probabilmente ai capi. Pochi decenni prima dell'arrivo degli spagnoli, gli Aztechi conquistarono Soconusco. Gli abitanti al tempo della conquista spagnola comprendevano i Mam (Maya), con isolati insediamenti nahuatl, tipo le rovine di Rosario Izapa.
Gli spagnoli guidati da Pedro de Alvarado conquistarono la regione nel febbraio del 1524, all'inizio della spedizione che portò Alvarado in Guatemala. Fece parte della Capitaneria Generale del Guatemala, una dipendenza del Vicereame della Nuova Spagna (Messico).
Quando Messico e America Centrale ottennero l'indipendenza nel 1821, Soconusco, come il resto della capitaneria generale, si unì al Primo Impero messicano guidato da Agustín de Iturbide. Quando l'impero si sciolse nel 1823 (Piano di Casa Mata), le entità dell'America Centrale decisero l'indipendenza dal Messico e la fondazione della Province Unite dell'America Centrale. Si tennero una serie di referendum per decidere se le singole regioni volevano unirsi alla federazione, restando in Messico, o se avessero preferito dichiarare una propria indipendenza. Il Chiapas, in precedenza parte del Guatemala, fu la sola regione a voler restare con il Messico.
Il 24 luglio 1824 i ribelli di Soconusco proclamarono la loro separazione dal Chiapas e la loro annessione al Guatemala ed alle Province Unite dell'America Centrale. Il 18 agosto l'Assemblea Nazionale dell'America Centrale ne accettò l'annessione, ed il 25 maggio 1825 le truppe Centro-Americane la occuparono. Il 15 agosto 1841, le autorità di Soconusco ne sollecitarono le riannessione al Messico. L'11 settembre 1842 il presidente messicano Antonio López de Santa Anna proclamò l'"irrevocabile unione" di Soconusco con il Chiapas. I problemi sorti tra Messico e Guatemala non si risolsero prima della firma di un trattato sui confini, avvenuta il 27 settembre 1882, quando il Guatemala rinunciò alle proprie pretese su Soconusco.

## Geografia politica
Soconusco è divisa nelle quattordici municipalità di Acacoyagua, Acapetahua,  Cacahoatán, Escuintla, Frontera Hidalgo,  Huehuetán, Huixtla, Mapastepec, Mazatán, Metapa, Suchiate, Tapachula, Tuxtla Chico, Tuzantán, Unión Juárez e Villa Comaltitlán.

## Economia
I principali prodotti agricoli sono caffè, cacao, platani, sorghum, riso, mais, mango, papaya. tamarindo, anacardi e zucchero di canna
.

## Trasporti
Soconusco contiene l'autostrada costiera, la ferrovia del Pacifico, l'aeroporto internazionale di Tapachula e il porto del Chiapas.

## Simboli regionali
Il vulcano Tacaná, la Piedra de Huixtla (monolite di Huixtla), i fiori del caffè e la marimba sono considerati simboli della regione.